# Valéria Benke
Valéria Benke, ur. jako Valéria Binder, po mężu Ernőné Havas (ur. 26 czerwca 1920 w Gyönk, zm. 29 czerwca 2009 w Budapeszcie) – węgierska polityk komunistyczna, minister oświaty Węgier w latach 1958-1961.

## Życiorys
Córka złotnika i zegarmistrza Pála Bindera i jego żony Aranki zd. Kniesz. Urodziła się i spędziła pierwsze lata dzieciństwa w Gyönk, następnie jednak z powodu długów ojca rodzina musiała sprzedać swój tamtejszy dom i przeprowadzić się do Segedynu. Tam Valéria Binder z inicjatywy ojca rozpoczęła naukę w szkole nauczycielskiej, jednak nie ukończyła jej.
Z ideami komunizmu zetknęła się po raz pierwszy jako nastolatka w domu robotniczym w Segedynie, natomiast w 1941 r. wstąpiła do nielegalnej Komunistycznej Partii Węgier. We wrześniu 1943 r. zaczęła pracować jako nauczycielka (według innego źródła - asystentka nauczyciela) w Gáborze. Mieszkając w tej wsi, udzielała pomocy działającemu w pobliżu oddziałowi partyzanckiemu. W marcu 1944 r. pomogła grupie aresztowanych działaczy robotniczych uciec z więzienia w Segedynie. Jesienią tego samego roku z rekomendacji Jozsefa Révaia, jednego z przywódców partii, którzy krótko wcześniej przybyli na ziemie węgierskie z Moskwy, została sekretarzem regionalnego komitetu międzyzawodowego, zrzeszającego robotników bliskich partii komunistycznej. Wiosną 1945 r. za namową komunistycznego burmistrza Debreczyna, Leó Dénesa, z którym wcześniej się przyjaźniła, ukończyła kurs w szkole partyjnej w Debreczynie. Następnie sama została wykładowczynią w tejże szkole. W połowie 1946 r. została sekretarzem organizacji partyjnej w X dzielnicy Budapesztu. W 1948 r. weszła do komitetu wykonawczego Węgierskiej Partii Pracujących w Budapeszcie. Była bliską współpracowniczką I sekretarza partii w Budapeszcie, Imre Mező. W tym samym roku powierzono jej stanowisko sekretarza Demokratycznego Związku Kobiet Węgierskich, kobiecej organizacji przy partii, w Budapeszcie. W latach 1951-1954 pełniła obowiązki sekretarza Narodowej Rady Pokoju, będąc równocześnie zastępcą członka Komitetu Centralnego Węgierskiej Partii Pracujących. W 1949 r. została ponadto deputowaną do Zgromadzenia Narodowego Węgierskiej Republiki Ludowej.
Wiosną 1954 r. weszła do Komitetu Centralnego Węgierskiej Partii Pracujących, zaś w sierpniu tego samego roku została również dyrektorką radia węgierskiego. 
23 października 1956 r., w pierwszym dniu protestów w Budapeszcie, które przerodziły się w zbrojne powstanie, protestujący studenci zgromadzili się przed budynkiem radia i zażądali możliwości odczytania na antenie swoich czternastu postulatów. Benke, która sama nie była wrogo nastawiona wobec partyjnej frakcji reformatorskiej Imre Nagya, nie wiedziała, jak powinna się zachować. Przyjęła w budynku delegację studentów, następnie rozmawiała z bliskim współpracownikiem Nagya Gézą Losonczym, ustalając, że radio wyemituje dwanaście z czternastu punktów spisanych przez studentów - prawdopodobnie z pominięciem żądania natychmiastowego odejścia armii radzieckiej z Węgier. Po tym, gdy Benke przekazała studentom swoją zgodę na odczytanie postulatów, otrzymała telefon z Komitetu Centralnego Węgierskiej Partii Pracujących z zakazem nagłaśniania żądań protestujących. Benke podjęła próbę oszukania studentów - zaprosiła ich przedstawicieli do czytania postulatów w studiu, podczas gdy w rzeczywistości radio emitowało muzykę. Studenci szybko zorientowali się w sytuacji. Krótko potem do oburzonego tłumu ogień otworzyli obecni w budynku radia funkcjonariusze Urzędu Bezpieczeństwa Państwa, zabijając dwie osoby. Były to pierwsze ofiary śmiertelne powstania węgierskiego 1956 r. Benke razem z współpracownikami próbowała następnie zniszczyć wyposażenie radia, by demonstranci nie zdołali się nim posłużyć po ewentualnym wkroczeniu do budynku. Jako że powstańcy nie ustępowali, 24 października nad ranem Benke potajemnie opuściła radio, które krótko potem zostało zajęte przez demonstrantów.
28 października 1956 r. Valéria Benke została usunięta ze składu Komitetu Centralnego Węgierskiej Partii Pracujących. Nie straciła natomiast stanowiska dyrektorki radia węgierskiego, którą formalnie pozostawała do 30 października; następnie została przesunięta na stanowisko wicedyrektorki radia. Po interwencji radzieckiej na Węgrzech, stłumieniu powstania i objęcia władzy w kraju przez Jánosa Kádára powróciła do zarządzania radiem jako zarządczyni komisaryczna, a od sierpnia 1957 r. - ponownie jako dyrektorka. W tym samym roku utworzyła przy radiu departament odpowiedzialny za telewizję węgierską, dostrzegając znaczenie środków masowego przekazu dla partyjnej propagandy. W 1957 r. ukończyła studia pedagogiczne na Uniwersytecie Loránda Eötvösa.
W lutym 1957 r. weszła w skład Komitetu Centralnego Węgierskiej Socjalistycznej Partii Robotniczej, sukcesorki Węgierskiej Partii Pracujących. W styczniu 1958 r. weszła do rządu Ferenca Münnicha jako minister oświaty, który to resort był odpowiedzialny nie tylko za szkolnictwo, ale też za wydawnictwa, prasę, instytucje kulturalne, teatry i film. Na stanowisku pozostawała do 1961 r.
W 1970 r. została członkinią Komitetu Agitacji i Propagandy przy KC Węgierskiej Socjalistycznej Partii Robotniczej (w którym pozostawała do 1975 r.), zaś w listopadzie tego samego roku weszła do najwyższego ciała decyzyjnego partii - Komitetu Politycznego. 
Jej wpływy w partii zaczęły słabnąć w połowie lat 80.: w 1985 r. została usunięta z Komitetu Politycznego, w 1988 r. ogólnokrajowy kongres partyjny usunął ją również z Komitetu Centralnego. W grudniu 1988 r. oficjalnie ogłosiła przejście na emeryturę, kończąc również pracę redaktorki partyjnego organu Társadalmi Szemle. Po upadku socjalizmu na Węgrzech nie prowadziła już żadnej działalności publicznej. Zmarła w 2009 r. w Budapeszcie i została pochowana na cmentarzu  Farkasrét. 

## Życie prywatne
Była żoną filozofa i dyrektora państwowego wydawnictwa Gondola Ernő Havasa, z którym miała syna Istvána oraz córki Zsuzsannę i Évę.